# Perup River
Der Perup River ist ein Fluss im Südwesten des australischen Bundesstaates Western Australia.

## Geographie
Der Fluss entspringt ungefähr 25 Kilometer südöstlich von Mayanup im Nordteil der Tone Perup Nature Reserve. Er fließt in südwestlicher Richtung durch dieses staatliche Schutzgebiet. Westlich von Strachan unterquert er den Muirs Highway und mündet in den Warren River.

### Nebenflüsse mit Mündungshöhen
Der Perup River hat folgende Nebenflüsse:
- Yerraminnup River – 166 m